# Anita Kulcsár
Anita Kulcsár (Szerencs, 2 ottobre 1976 – Velence, 19 gennaio 2005) è stata una pallamanista ungherese, di ruolo pivot.
Con la nazionale ungherese ha vinto una medaglia olimpica d'argento e ha vinto un campionato europeo. Ha vinto il premio di migliore giocatrice IHF dell'anno 2004.

## Carriera

### Club
Anita Kulcsár iniziò a giocare nelle giovanili del Kölcsey DSE a Nyíregyháza, per poi passare nel 1995 al Győri ETO KC, col quale giocò per sei stagioni fino al 2001. Qui ha cambiato il suo ruolo da ala a pivot, affermandosi come una delle migliori atlete nel suo ruolo nel club e poi in nazionale. A livello nazionale, col Győri ETO ha ottenuto due volte la seconda posizione nel campionato ungherese e in un'occasione ha disputato la coppa d'Ungheria, perdendola. A livello internazionale, ha disputato una finale dell'EHF Cup nel 1999, persa contro le danesi del Viborg.
Nel 2001 si trasferì al Cornexi-Alcoa. Vi giocò per tre stagioni, rescindendo il contratto all'inizio del 2004. Completò la stagione 2003-04 al Dunaferr, vincendo sia il campionato che la coppa d'Ungheria.
Morì in un incidente d'auto nei pressi di Velence, mentre stava andando a un allenamento con la squadra a Dunaújváros. L'auto che stava guidando sbandò, finendo fuori strada e colpendo un albero. Poche settimane dopo le venne assegnato postumo il premio come migliore giocatrice IHF dell'anno 2004, grazie alle prestazioni col club e in nazionale.

### Nazionale
Anita Kulcsár ha fatto parte della selezione nazionale ungherese sin da giovanissima, facendo il suo esordio con la nazionale maggiore a 19 anni, con la quale ha collezionato 165 presenze e realizzato 403 reti. Con la nazionale ha partecipato a svariate fasi finali del campionato mondiale e del campionato europeo, nonché a due edizioni dei Giochi Olimpici, nel 2000 e nel 2004.
Nel torneo femminile di pallamano ai Giochi di Sydney 2000 conquistò con la nazionale la medaglia d'argento, dopo aver perso la finale contro la Danimarca per 31-27. Il miglior risultato ottenuto al campionato mondiale è rappresentato dal secondo posto nell'edizione 2003, a seguito della sconfitta in finale contro la Francia. Dopo aver vinto una medaglia di bronzo al campionato europeo 1998, nel 2000 giunse la medaglia d'oro, la prima vittoria per l'Ungheria, grazie alla vittoria in finale sull'Ucraina dopo i tempi supplementari. Nel 2004 vinse un secondo bronzo al campionato europeo organizzato in Ungheria.

## Palmarès

### Club
- Campionato ungherese: 1

Dunaferr: 2003-04
- Coppa d'Ungheria: 1

Dunaferr: 2003-04

### Nazionale
- Argento olimpico: 1

Sydney 2000
- Campionato europeo

 Oro: Romania 2000
 Bronzo: Paesi Bassi 1998, Ungheria 2004
- Campionato mondiale

 Argento: Croazia 2003

### Individuale
- Miglior giocatrice dell'anno IHF: 1

2004